# 宮沢鬼龍
宮沢 鬼龍（みやざわ きりゅう）は、漫画『高校鉄拳伝タフ』やその続編・外伝に登場する架空の武術家である。

## 概要
作中では「怪物を超えた怪物」「暗黒拳神」「悪魔を超えた悪魔」「人間の形をした悪魔」「蓋世不抜の超人」などと称され、人間離れした神の如き肉体からなる圧倒的戦闘能力、およびIQ200という悪魔のように切れる頭脳を併せ持つ悪の象徴として描かれている。『高校鉄拳伝タフ』、『TOUGH』での主人公、宮沢熹一の父、宮沢静虎の双子の兄、つまり熹一の伯父である。
髪型はオールバックで、鼻の上に真一文字の傷がある。また年中黒いTシャツに黒いズボンを纏い、その上から革のロングコートを着ている。フェラーリなどのスーパーカーを多数所持しており、その運転の技術もかなりのもの。
自らのベルトのバックルには針治療用の針が入っており、それにより喜一と静虎を施術したことがあるが、実父の金時からは「活法はからっきし」と評されている。
熹一を自分の後継者にしようとしており、様々な試練を課し自分と同等に戦える力をつけさせている。武術もさるものながら、戦闘機の操縦、ピアノの演奏、「ゲルニカ」を認めないなど美術の心得もある万能の天才でその他、日本語以外の外国語も堪能で洋書を読み耽る場面もある。
『高校鉄拳伝タフ』『TOUGH』に登場する人物の大多数に何らかの関わりを持っており、多くの武術家を恐怖に陥れ服従させている反面、彼を越えようとする者も多数存在する。
この世の全ての道徳に反して生きる無神論者であり、いわく「神が人間を創ったのではなく、人間が神を創った」。時折自らの好む哲学者の格言を引き合いに出し、教養の深さを印象付ける。また闘いに慈愛や友情を持ち込む事を極端に嫌い、「怨み・憎しみが残ってこそ本物の闘い」と語っている。
百万人に一人の武術家が持つ最上最高の脚で、大腿直筋が先天的異常発達し、岩をも砕き、柳の枝の様にしなやかな「龍腿（ドラゴン・フット）」の持ち主である（なお、弟の静虎は「龍腿」よりも最上とされる「虎腿（タイガー・フット）」の持ち主）。
不殺をモットーとする静虎の教えを守る熹一が唯一「本当に殺していい人間」としている。
ダークファイト「ハイパー・バトル」の日本予選で熹一に刺客を次々と送り込み、成長させようとしている。
ハイパー・バトルの準決勝で熹一と静虎の戦闘を見届けた直後、尊鷹の「静虎が血を流せばお前も血を流す」という予言通り、ガンビーノの雇ったスナイパーによって頭部を狙撃される。しかし生きていたことが判明、入院してから数分後に蘇生するという、驚異的な回復力を見せる。
静虎曰く、「鬼龍の事を知っている者はこれで死んだと思っていない」と恐れられており、実際生きていた。
しかし手術の際、FBIに傷口の横に小型監視カメラ及び小型爆弾を仕掛けられる。
ハイパー・バトルの決勝戦で、実はジェットの実の父親だったことが明かされる。
しかしハイパーバトル終了後、ジェットは鬼龍を庇い、主催者アイス・ハートの部下から凶弾に倒れ絶命する。その後、宮沢一族全員がジェットの墓前に並び、最後に現れた鬼龍はジェットの墓石に「KIRYU'S SON（鬼龍の息子）」と指で刻み入れ、初めて親としての愛情を見せる。

## 性格
性格は非常に残忍かつ冷酷で、破壊を好む。人を殺さぬ事を信条とする双子の弟の静虎とは正に正反対で、ファイトスタイルも異なる。故に2人が比較される時は、「攻めの鬼龍 守りの静虎」と言われる。また自身の圧倒的な戦闘能力で、彼の下僕が多数存在し、力の差を見せ付けるため「おい蛆虫、お前は何だ？」と問い、非常に悲惨な決まり文句を下僕に言わせていることからも彼の性格がうかがえる。
ただし、本編において闇猿を電撃で遠隔操作することに嫌悪してガンビーノを叩きのめしたり、Another side of鬼龍においても、いじめられっこを励ましたりする一面を持つ。
多くの女性と関係を持ち、世界各地に多数の子供がいる。ただし結婚はせず、「俺が付き合うのは精神的にも肉体的にも自立した女」とうそぶき、子供の世話は女性に任せている。精子提供によって生まれた息子であるガルシアに対しては、情交無しで生まれた子を愛するのは無理な話と切って捨てる一方、情交を持って生まれた子に対しては一定の態度を示す。大統領の娘との間の子には任務で受けた報酬を養育費として提供したり、母を失ってストリートチルドレンとなったジェットの元へ駆けつけ格闘術を教え生きる術を与えたり（熹一と戦うまで真実を伝えなかったが）と、彼なりの父としての責任感を持っている。また、息子の一人である姫次に対しても、父親である自分を殺せるほどに強くなれと言う生きる目標を与えている。
また、父親である静虎と戦う熹一に激励や身体を張った特訓を施す、熹一の表社会での試合をこっそり観戦しに来るなど、熹一に対しては特別な態度を見せる。これらの行動について彼は「熹一を俺のように育てる」「熹一を俺の後継者にと考えている」などと語っており、その野望は『TOUGH 龍を継ぐ男』においても消えることはなかった。
金に執着はないが、株やFXに投資し500億円もの資産を築いている。あくまで暇つぶしのゲーム感覚であり、株価はゲームの得点のようなものと語っている。

## ファイトスタイル
灘神影流ではあるが、彼がそれを本気で使った相手は、兄弟である宮沢 尊鷹（みやざわ そんおう）と静虎だけである。
当初の作品の中ではその強さは最強クラスであり、彼と互角に渡り合い、勝利できる可能性のある人物は、尊鷹と静虎のみであると考えられていた。それ以外の武術家や武装した兵士が多人数で挑もうとも、彼にとっては虫が増えただけの事である。
しかし、『TOUGH』後半で登場した幽玄真影流の使い手である金城剣史（ファントム･ジョー）と横山春草に敗北する。ただしこれについては両戦とも最初から勝つつもりで闘ったのではないと尊鷹や喜一が推測している。特に春草との試合では、金城との戦いで負った肋骨解放骨折が癒えぬまま臨み、「こいつとは二度と戦いたくない、と思わせたら俺の勝ちだ」と、何度倒されても立ち上がる不屈の闘志を見せ、勝ったはずの春草は気迫負けして最終的に逃げ出した。
春草との戦闘での傷が治り退院した後は、不知火御殿で熹一と幽玄真影流総帥・日下部覚吾との対戦を観戦する。
番外編では熹一が乗っているトヨタ・bB煌を欲しがり戦闘している。この時は一日中闘い続け引き分けに終わっている。なお、鬼龍自身はフェラーリ・360モデナ、フェラーリ・エンツォフェラーリを所有している。
『OTON』に収録されている「タフ外伝 鬼龍」では、アメリカ合衆国の大統領から、娘をテロ組織から救出する依頼を受ける。鬼龍を推薦したのは特殊部隊の司令官で、鬼龍はその格闘インストラクターを務めていたらしい。
そして重火器を多数所持したテロ組織に単身で乗り込み、素手で組織を壊滅させて任務を成功させる。
任務を受ける際、大統領が提示した報酬に対し「俺はトマホークミサイル一発より安いのか」と値を吊り上げさせる場面があり、「タフ外伝 鬼龍」は、鬼龍が普段どうやって生計を立てているのかを垣間見られるエピソードであった。
『TOUGH』では、アメリカの影の大統領ドン・ガンビーノが、ダークファイト「ハイパーバトル」で行っているイカサマが癪にさわり、蹴りで彼の鼻をもぎ取った。鼻をもぎ取られたガンビーノは、数々の殺し屋に依頼し鬼龍の命を狙う。本選が行われるラスベガスの空港で殺し屋2人に狙われるが、一卵性双生児である静虎への変装により難を逃れていた。

## 灘神影流との因縁
当初は宮沢一族の流派「灘神影流」を潰すことを野望としていた。『高校鉄拳伝タフ』のクライマックスでは過去に宮沢鬼一郎が創り、あまりにも危険すぎるため封印された技「呪怨」の復活をめぐり静虎と夜叉川原にて戦う。激闘の末勝利し、静虎を心神喪失、半身不随に至らせた。しかし、その静虎の蘇生に手を貸す、当初は静虎の眼前で殺すつもりだった熹一を、悪魔としての己の後継者としようとするなど、その本心は定かではない。
そして春草との死闘において「認めたくはないが、悪魔とか謳っていても一皮むけば俺も灘の魂を宿っていた」とついに己の本心に気づき、以後は多少おとなしくなった。
また、実兄・尊鷹とも幼少の時闘っており、劣勢となるも一瞬の隙を突き彼を崖の下に突き落とし、兄殺しの大罪を背負ったまま生きていくことになる。これが、鬼龍自身が「悪人」になった理由として述べている。しかし、その尊鷹が死んでいなかったため話がこじれ、最終的に新当主の熹一が尊鷹をも倒して実力で三人をまとめたことで、因縁の三兄弟対決は一応終息した。

## 「Another side of鬼龍」
『TOUGH』の単行本16巻以降におまけ漫画として連載されており、作中では見られない彼の日常生活などが描かれている。
弱い者の憧れや苛められっ子を励ます姿から日常的で些細な幸福の享受、コミカルなミスなど（うっかり犬の糞を踏む、氷の試し割りで手を骨折する、フラフープが下手など）普段からは想像もつかないような姿を見せている。
また、大阪の主婦たちに関西弁でまくし立てられると逃げ出す、痴漢の冤罪を受けるなどの姿も描かれている。

## 「Devils×Devil -Kiryu in Paris-」
『TOUGH』完結を受けて2012年8月に3話集中連載されたパラレルストーリー。
新型ウイルスの流行によって人類が滅亡の危機に瀕した近未来、感染者が変異した怪物NHM（ノーヘアモンキー）の跳梁するパリで一人戦い続け、そしてNHMの巨大な「ボス猿」と対峙する鬼龍を描く。
銃器を使用するなど本編では見せなかった戦い方を披露する一方、美術知識の造詣の深さとは相反する幼児のような絵画を披露している。

## 「TOUGH外伝 龍を継ぐ男」
当初宮沢熹一に敗れ死亡したとされていたが、『血の謝肉祭』で再登場。
しかしアメリカ軍の刺客に苦戦することが多発。加齢で衰えたことが明言された。
人間的にも劣化しており、龍星や悪魔王子からはクズと断じられた。
この作品では遺伝性心臓病　「バースト・ハート」に罹患していることが判明。龍星をはじめ実子たちの多くも罹患している。